# 조선총독부 농림국
조선총독부 농림국(朝鮮總督府 農林局)은 조선총독부가 설치한 행정 조직이다.

## 연혁
1910년 10월 1일 한일 병합 조약에 따라 조선총독부가 설치되면서 농상공부(農商工部)에 속하는 국으로 상공국(商工局), 식산국(殖産局)이 설치되었다. 1912년 4월 1일에 농상공부의 2국은 개편되어 농림국(農林局)과 식산국이 되었다. 1915년 4월에는 기구 간소화의 목적으로 농림국은 식산국과 함께 폐지되어 각 과의 사무를 농상공부장이 직접 지휘하게 되었다. 1919년 10월 1일의 관제 개정에 의하여 농상공부는 폐지되어 총독 직속의 국으로서 농림국이 설치되었다. 1943년 12월 1일에 농림국은 식산국, 전매국(専賣局) 등과 함께 폐지되고 농상국(農商局), 광공국(鑛工局)이 신설되었다. 농상국은 조선총독부가 폐지될 때까지 존재한 조선총독부 내부부국(총독관방, 재무국, 광공국, 농상국, 법무국, 학무국, 경무국)의 하나이다.

## 기구
※ 1941년 9월 1일 당시의 조직 구성이다. 이외에 총독부 소속 관청으로 영림서(營林署), 농사시험장(農事試驗場), 임업시험장(林業試驗場), 곡물검사소(穀物檢査所), 종마목장(種馬牧場), 종양장(種羊場), 종모양육성소(種牡羊育成所), 수역혈청제조소(獸疫血淸製造所) 등이 있었다.
- 농림국(農林局)
  - 농정과(農政課)
  - 축산과(畜産課)
  - 농산과(農産課)
  - 양정과(糧政課)
  - 식량조사과(食糧調査課)
  - 토지개량과(土地改良課)
  - 임정과(林政課)
  - 임업과(林業課)
  - 농업토목기술원양성소(農業土木技術員養成所)

## 참고 문헌
- 조선총독부 편, 《시정 30년사》(施政三十年史), 조선총독부, 1940년.
- 조선총독부 편, 《조선사정 쇼와 17년도판》(朝鮮事情 昭和十七年度版), 조선총독부, 1941년.
- 전전기관료제연구회 편, 《전전기일본관료제의 제도·조직·인사》(戰前期日本官僚制の制度·組織·人事), 도쿄대학교출판회, 1981년.

## 같이 보기
- 조선총독부
- 조선총독부 청사와 관사